# Peter Madsen (litteraturvidenskabsmand)
 Der er flere personer med dette navn, se Peter Madsen.
Peter Madsen (født 16. marts 1944) er en dansk litteraturforsker. Han var fra 1979 til 2016 professor i litteraturvidenskab ved Københavns Universitet.

## Ekstern henvisning
- Hjemmeside på Københavns Universitet (Webside ikke længere tilgængelig)